# Agen
Agen es una ciudad y comuna francesa, situada en el departamento de Lot y Garona, perteneciente a la región de Nueva Aquitania. Es la prefectura del departamento y la capital o subprefectura del distrito (arrondissement) de Agen. Sus habitantes se llaman, en francés, Agenais, en occitano, Agenés.

## Geografía
La ciudad se encuentra en la orilla derecha del río Garona y junto al canal lateral de mismo.
La autopista A63 y la carretera RN113 la comunican con Burdeos y Toulouse, con las que dispone también de comunicación por ferrocarril. Dispone de un pequeño aeropuerto, principalmente para negocios y aviación deportiva.

## Clima
| Parámetros climáticos promedio de Agen (France) | Parámetros climáticos promedio de Agen (France) | Parámetros climáticos promedio de Agen (France) | Parámetros climáticos promedio de Agen (France) | Parámetros climáticos promedio de Agen (France) | Parámetros climáticos promedio de Agen (France) | Parámetros climáticos promedio de Agen (France) | Parámetros climáticos promedio de Agen (France) | Parámetros climáticos promedio de Agen (France) | Parámetros climáticos promedio de Agen (France) | Parámetros climáticos promedio de Agen (France) | Parámetros climáticos promedio de Agen (France) | Parámetros climáticos promedio de Agen (France) | Parámetros climáticos promedio de Agen (France) |
| Mes                                             | Ene.                                            | Feb.                                            | Mar.                                            | Abr.                                            | May.                                            | Jun.                                            | Jul.                                            | Ago.                                            | Sep.                                            | Oct.                                            | Nov.                                            | Dic.                                            | Anual                                           |
| ----------------------------------------------- | ----------------------------------------------- | ----------------------------------------------- | ----------------------------------------------- | ----------------------------------------------- | ----------------------------------------------- | ----------------------------------------------- | ----------------------------------------------- | ----------------------------------------------- | ----------------------------------------------- | ----------------------------------------------- | ----------------------------------------------- | ----------------------------------------------- | ----------------------------------------------- |
| Temp. máx. abs. (°C)                            | 20.1                                            | 22.3                                            | 26.3                                            | 30.2                                            | 33.6                                            | 38.8                                            | 40.6                                            | 40.9                                            | 36.7                                            | 31.7                                            | 25.4                                            | 21.6                                            | 40.9                                            |
| Temp. máx. media (°C)                           | 8.9                                             | 11.2                                            | 14.3                                            | 16.6                                            | 20.7                                            | 23.9                                            | 27                                              | 26.9                                            | 24                                              | 18.8                                            | 12.6                                            | 9.5                                             | 17.9                                            |
| Temp. media (°C)                                | 5.5                                             | 7                                               | 9.2                                             | 11.4                                            | 15.3                                            | 18.4                                            | 20.9                                            | 21                                              | 18                                              | 13.9                                            | 8.8                                             | 6.2                                             | 13                                              |
| Temp. mín. media (°C)                           | 1.9                                             | 2.7                                             | 4                                               | 6.1                                             | 9.9                                             | 12.9                                            | 14.9                                            | 14.9                                            | 12                                              | 9                                               | 4.9                                             | 2.9                                             | 8                                               |
| Temp. mín. abs. (°C)                            | -17.4                                           | -21.9                                           | -10.5                                           | -3.9                                            | -1.6                                            | 2.5                                             | 5.9                                             | 4.7                                             | 1                                               | -5                                              | -8.6                                            | -12.1                                           | -21.9                                           |
| Precipitación total (mm)                        | 60.7                                            | 69.3                                            | 52.9                                            | 66                                              | 81.6                                            | 65.1                                            | 59.2                                            | 57.5                                            | 59.3                                            | 63.6                                            | 64                                              | 62.9                                            | 762.1                                           |
| Horas de sol                                    | 79.3                                            | 112.5                                           | 164.8                                           | 186.4                                           | 203                                             | 230.5                                           | 263.3                                           | 243.8                                           | 211.3                                           | 138.6                                           | 90.6                                            | 67.4                                            | 1958.2                                          |
| Fuente: Météo climat stats «Clima de Agen».     |                                                 |                                                 |                                                 |                                                 |                                                 |                                                 |                                                 |                                                 |                                                 |                                                 |                                                 |                                                 |                                                 |

## Historia
Fue capital de los nitióbrigos, pueblo celtíbero[cita requerida] que se instaló en el siglo IV a. C.. Desde la época galorromana (con el nombre de Aginnum en el Itinéraire d'Antonin, de la raíz celta agin "altura") ha sido un punto importante en la ruta de Burdeos a Toulouse. El desarrollo romano fue interrumpido por la invasión visigoda en 419. En el siglo VI cayó en poder de Gontran I, rey de los burgundios. En el siglo VII pasó a manos del Reino de Toulouse, y fue devastada por los árabes durante las campañas que acabarían en la batalla de Poitiers. Tras Carlomagno, el Agenais se constituyó en condado, amenazado por los normandos que remontaban el Garona hacia Toulouse. Todas estas invasiones acabarían reduciendo la ciudad a un conjunto de islotes fortificados, como el Castrum Sancti Stephani (en torno a la catedral de San Esteban) o el Castrum Montis Revellis (que posteriormente sería el castillo de Montrevel, emplazamiento del actual Ayuntamiento).

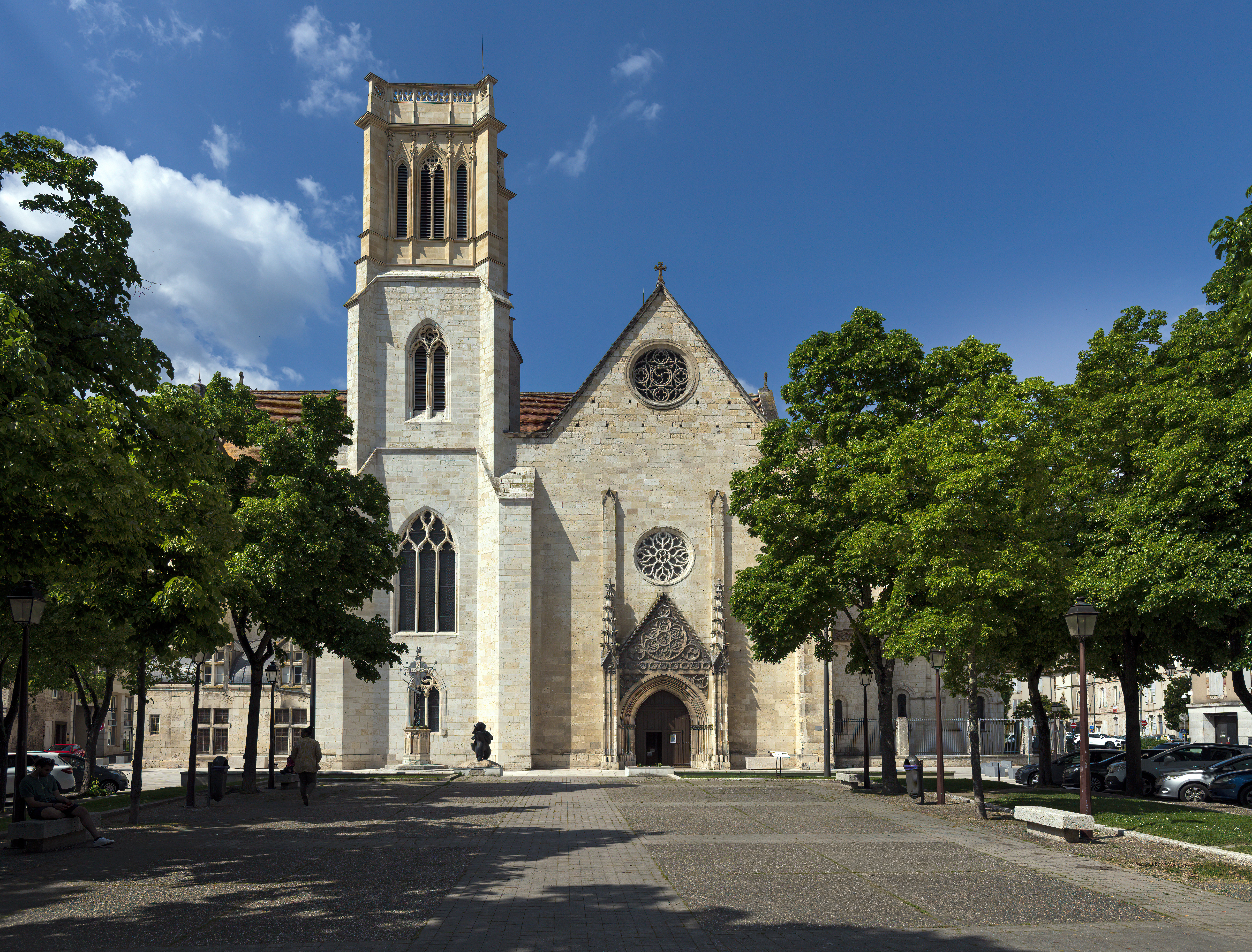
Catedral de San Caprasio

En 960 pasó a manos de Guillermo Sancho, como parte del ducado de Gascuña. Ésta se integraba en un gran estado aquitano, constituido a partir de 1032. Su duquesa Leonor de Aquitania sería reina de Francia en 1137 y de Inglaterra en 1152. Durante tres siglos Agen fue plaza fronteriza entre los territorios ingleses y franceses, cambiando de manos hasta once veces.
El Renacimiento fue en general un periodo próspero. De 1476 a 1586 se sucedieron una serie de obispos italianos que contribuyeron al desarrollo cultural de la ciudad. En lo económico, aumentó la producción agrícola y de las industrias alimentarias, así como la exportación de la producción de vino, harina y ciruelas. Por el contrario, las guerras de religión conllevaron matanzas, pillaje y destrucción. La ciudad se mantuvo en el bando católico, pero fue tomada por los hugonotes en 1562 y 1569.
En el siglo XVII la pujanza económica permitió a la ciudad recuperarse de las guerras religiosas. En 1610 se estableció la feria du Gravier y la de Porte du Pin. El Garona creció en importancia como vía comercial, aventajando a la red de caminos mal mantenida. Sin embargo la recuperación se vería afectada por la guerra de la Fronda y por la revocación del edicto de Nantes en 1685, que haría marchar a los protestantes, elementos dinámicos de la economía local. En el lado positivo, tras la hambruna de 1651 se introduce el cultivo del maíz y en 1681 se finaliza el Canal du Midi.
A inicios del siglo XVIII hay un fuerte movimiento emigratorio, inicialmente a Burdeos, pero también a destinos más lejanos, incluso a ultramar. Este movimiento proviene tanto de los efectos de las guerras y de la expulsión de los protestantes como de hechos más limitados en el tiempo, como el duro invierno de 1709. El fenómeno es más acentuado a partir de 1740 y continuará en la segunda mitad del siglo pese a la mejora de la situación económica que se inicia en 1750.
A mediados del siglo XVIII se empiezan a demoler las fortificaciones, y en 1762 se instala alumbrado público. Se instalan industrias textiles y de equipo para la Marina Real. En 1790 Agen será nombrada prefectura del nuevo departamento de Lot y Garona.

## Administración y política
En el referendo sobre la Constitución Europea ganó el no con un 54,71 % de los votos.
Algunos resultados electorales recientes (primeras vueltas del sistema francés):
| Extrema izquierda | Dos listas de izquierda (socialistas, comunistas y otros) | Dos listas de la derecha tradicional | Frente Nacional | Otra lista |
| ----------------- | --------------------------------------------------------- | ------------------------------------ | --------------- | ---------- |
| 4,6 %             | 37,5 %                                                    | 37,2 %                               | 17,4 %          | 3,3 %      |

## Economía
Según el censo de 1999, la distribución de la población activa por sectores era:
| agricultura | industria | construcción | servicios |
| ----------- | --------- | ------------ | --------- |
| 1,0 %       | 12,1 %    | 4,3 %        | 82,6 %    |

## Demografía
| 19 639 | 9 876 | 10 850 | 11 659 | 14 987 | 13 399 | 15 517 | 16 027 | 17 667 | 17 263 | 18 222 | 18 887 | 19 503 | 20 485 | 22 055 | 23 234 | 22 730 | 22 482 | 23 141 | 23 294 | 23 391 | 23 530 | 24 939 | 27 152 | 33 397 | 32 593 | 32 800 | 34 949 | 34 039 | 31 593 | 30 553 | 30 170 | 33 863 |
| Para los censos de 1962 a 1999 la población legal corresponde a la población sin duplicidades (Fuente: INSEE [Consultar]) |       |        |        |        |        |        |        |        |        |        |        |        |        |        |        |        |        |        |        |        |        |        |        |        |        |        |        |        |        |        |        |        |

La aglomeración urbana (agglomération urbaine) de Agen incluye catorce comunas, las más pobladas son Le Passage (8827 habitantes), y Bon-Encontre (5759 habitantes). En este caso, la Communauté d’aglommération es más pequeña que la aglomeración urbana, ya que sólo la forman siete municipios (Agen, Le Passage, Bon-Encontre, Foulayronnes, Boé, Layrac y Colayrac-Saint-Circ).

## Hermanamientos
- Dinslaken (Alemania)
- Toledo (España)
- Corpus Christi (Estados Unidos)
- Llanelli (Reino Unido)
- Tuapse (Rusia)
- Sigüenza (España)